# Gl 687 AB
Gliese 687 je červený trpaslík ve souhvězdí Draka, vzdálený přibližně 14,83 světelných let od Slunce. Jedná se o jednu z nejbližších hvězd, kterou lze pozorovat pouze pomocí teleskopu kvůli její zdánlivé hvězdné velikosti 9,15m.

## Fyzikální vlastnosti
Gliese 687 je hvězda hlavní posloupnosti spektrálního typu M3.5 V. Má hmotnost přibližně 41 % hmotnosti Slunce a poloměr odpovídající 42 % slunečního. Teplota její fotosféry dosahuje 3413 K. Jasnost této hvězdy činí pouze 2 % sluneční jasnosti.
Gliese 687 má vysoký vlastní pohyb, posouvá se po obloze rychlostí 1,304 úhlové sekundy ročně. Emise rentgenového záření a chromosférická aktivita svědčí o tom, že se jedná o poměrně mladý červený trpaslík.

## Planetární systém
Kolem hvězdy obíhají dvě potvrzené planety:
- Gliese 687 b: Tato exoplaneta, jejíž minimální hmotnost činí zhruba 17,2násobek hmotnosti Země, tedy odpovídá tzv. „mini-Neptunu“. Byla objevena v roce 2014 a kolem své hvězdy obíhá ve vzdálenosti 0,163 AU s oběžnou dobou 38,14 dní.[3]

- Gliese 687 c: Druhá planeta byla objevena v roce 2020. Má hmotnost 16násobku hmotnosti Země a obíhá svou hvězdu jednou za 727 dní ve vzdálenosti 1,165 AU. Její orbitální excentricita je 0,40, což znamená, že její oběžná dráha je značně eliptická.[4]